# Vimeo Livestream
Vimeo Livestream là một nền tảng phát trực tiếp video có trụ sở tại Thành phố New York cho phép khách hàng phát nội dung video trực tiếp bằng máy ảnh hoặc máy tính thông qua Internet và người xem phát nội dung qua web, iOS, Android, Roku và Apple TV. Livestream yêu cầu đăng ký trả phí để các nhà cung cấp nội dung sử dụng; trước đây nó đã cung cấp một dịch vụ hỗ trợ quảng cáo miễn phí nhưng không còn hoạt động sau năm 2016.
Các khách hàng Livestream dịch vụ này của bao gồm Spotify, Gannett, Diễn đàn kinh tế thế giới, Tesla, SpaceX, NBA, RISD, Clinton Global Initiative, hơn 200 chi nhánh truyền hình địa phương và hàng ngàn người khác.

## Lịch sử
Livestream được thành lập ban  đầu dưới tên Mogulus  vào năm 2007 bởi Max Haot, Dayananda Nanjundappa, Phil Worthington, và Mark Kornfilt, và có văn phòng tại New York, Los Angeles, London, Zaporizhia và Bangalore. Nó được ra mắt với một dịch vụ phát trực tuyến miễn phí và giới thiệu dịch vụ nhãn trắng  vào tháng 4 năm 2008 với Gannett là khách hàng đầu tiên. Vào tháng 7 năm 2008, Gannett đã đầu tư vào Mogulus với 10 triệu đô la tài trợ.
Vào tháng 5 năm 2009, Mogulus được đổi tên thành Livestream. Vào tháng 5 năm 2014, công ty đã chuyển trụ sở chính từ Chelsea đến Brooklyn, New York. Jesse Hertzberg được bổ nhiệm làm CEO vào tháng 4 năm 2015, cùng với tất cả bốn người sáng lập còn lại trong công ty đảm nhiệm các vai trò cao cấp. Năm 2017, Livestream bổ nhiệm người đồng sáng lập Mark Kornfilt làm CEO mới.
Vào ngày 26 tháng 9 năm 2017, Livestream đã được IAC mua lại thông qua công ty con Vimeo. Dịch vụ này được hy vọng là sẽ kết hợp nhân viên và công nghệ của Livestream vào một dịch vụ truyền phát video mới được ra mắt.

## Sự kiện

### Buổi hòa nhạc
Vào tháng 9 năm 2009, Livestream bắt đầu cung cấp các trang kênh tùy chỉnh để phát sóng trực tuyến các sự kiện như các buổi hòa nhạc từ Kina Grannis, Pixie Lott, Eric Gales, David Gray và Foo Fighters. Những trang này tích hợp trò chuyện trực tiếp, Twitter và Facebook. Vào ngày 30 tháng 10 năm 2009, Foo Fighters đã biểu diễn buổi hòa nhạc trực tiếp đầu tiên trên internet từ không gian phòng thu Studio 606 ở Los Angeles. Người xem buổi hòa nhạc có thể tương tác trực tiếp với ban nhạc, đặt câu hỏi và yêu cầu các bài hát thông qua trang Facebook tùy chỉnh với tính năng trò chuyện tích hợp.  Ban nhạc đã chơi 2 giờ 45 phút với những bản hit hay nhất cho hơn 150.000 người xem trên toàn thế giới.
Ban nhạc rock Saosin đã biểu diễn một buổi biểu diễn âm thanh độc quyền trong một văn phòng của Livestream và sau đó là một cuộc trò chuyện trực tiếp. Vào ngày 16 tháng 9 năm 2009, Boys Like Girls cũng đã chơi một màn trình diễn tương tác trên Facebook và được Livestream tài trợ. Tháng tiếp theo, ban nhạc rock Mỹ Thirty Seconds to Mars, gồm nam diễn viên Jared Leto và anh trai Shannon Leto đã phát trực tiếp một cuộc phỏng vấn với người hâm mộ của họ, nó cũng có sẵn để xem trên iPhone. Một buổi biểu diễn tại cửa hàng của ban nhạc rock Motion City Soundtrack đã được phát trực tiếp từ cửa hàng thu âm New Jersey Vintage Vinyl vào ngày 20 tháng 1 năm 2010 

### Các sự kiện khác
Livestream tuyên bố sẽ phục vụ tốt hơn 10.000 khách hàng trả tiền và đã phát trực tuyến vài triệu sự kiện trong năm 2014. Khách hàng bao gồm tờ báo nổi tiếngNew York Times, Spotify, BBC,  và một số giải đấu thể thao chuyên nghiệp và đại học trên khắp thế giới, Associated Press và Tesla. Livestream đã phát sóng các sự kiện lớn bao gồm cuộc đổ bộ của sao chổi Rosetta của Cơ quan Vũ trụ Châu Âu và lễ đón giao thừa tại Quảng trường Thời đại.
Livestream cũng phát sóng một cuộc thảo luận giữa các nghệ sĩ hip-hop và reggae nổi tiếng. Rapper Nas và ngôi sao reggae Damian Marley đã thảo luận về Distant Relatives, album và phim tài liệu của họ về nguồn gốc châu Phi chung của hip-hop và reggae.  DJ Kool Herc và Red Alert cùng với huyền thoại dancehall U-Roy và nhà sản xuất lồng tiếng King Jammy cũng có mặt để thảo luận về mối liên hệ lịch sử và văn hóa giữa hai thể loại âm nhạc.